# 日出駅
日出駅（ひじえき）は、大分県速見郡日出町大字川崎にある、九州旅客鉄道（JR九州）日豊本線の駅である。
当駅から大分駅までは複線である。

## 歴史
- 1911年（明治44年）
  - 3月22日：大分線中山香駅 - 当駅間が開通し、開設[2]。
  - 7月16日：大分線当駅 - 別府駅間が開通[2]。
- 1984年（昭和59年）2月1日：貨物の取扱を廃止[4][5][6]。
- 1985年（昭和60年）3月14日：小荷物取扱を廃止[4]。
- 1987年（昭和62年）
  - 3月9日：当駅 - 豊後豊岡駅間が複線化[7][8]。
  - 4月1日：国鉄分割民営化により、九州旅客鉄道（JR九州）の駅となる[7]。
  - この年の3月にホーム南北を貫く地下道が完成する[1][9]。
- 1993年（平成5年）3月16日：駅舎改築[9]。
- 2012年（平成24年）12月1日：ICカード「SUGOCA」の利用が可能となる[10]。
- 2016年（平成28年）4月1日：駅業務を日出町へ移管（簡易委託化）。これに伴い、駅員駐在時間は平日7 - 13時のみとなる[3]。
- 2024年（令和6年）3月29日：この日をもってきっぷうりばの営業を終了。

## 駅構造
島式ホーム1面2線の設備を有する地上駅で、以前は築堤下に駅本屋が存在したが、現在は地下道から階段を登ったホームと同じ高さの場所に木造平屋建ての駅舎が存在する。
どちらのホームにも大分方面に折返し設備がある。
当駅始発（折返し・大分方面行き）列車は4本設定されている。そのうち、23時台の当駅止の列車は2011年3月ダイヤ改正まで回送列車として大分に戻っていたが、現在は大分行き最終列車として運行されている。
国鉄時代は貨物取扱を行っており、築堤下の地平まで貨物側線が降りてきていた他、日出港への臨港貨物線も設けられていた。貨物取扱いは1984年（昭和59年）までに廃止となり、後にこれらの築堤下の側線も撤去された。
ICカードSUGOCAは出入場とチャージのみ対応。

### のりば
駅掲示用の時刻表によると、以下のように使用されている。
| のりば | 路線      | 方向 | 行先           | 備考                       |
| ------ | --------- | ---- | -------------- | -------------------------- |
| 1      | ■日豊本線 | 下り | 別府・大分方面 | 大分方面からの折り返しあり |
| 2      | ■日豊本線 | 上り | 中津・小倉方面 | 大分方面からの折り返しあり |

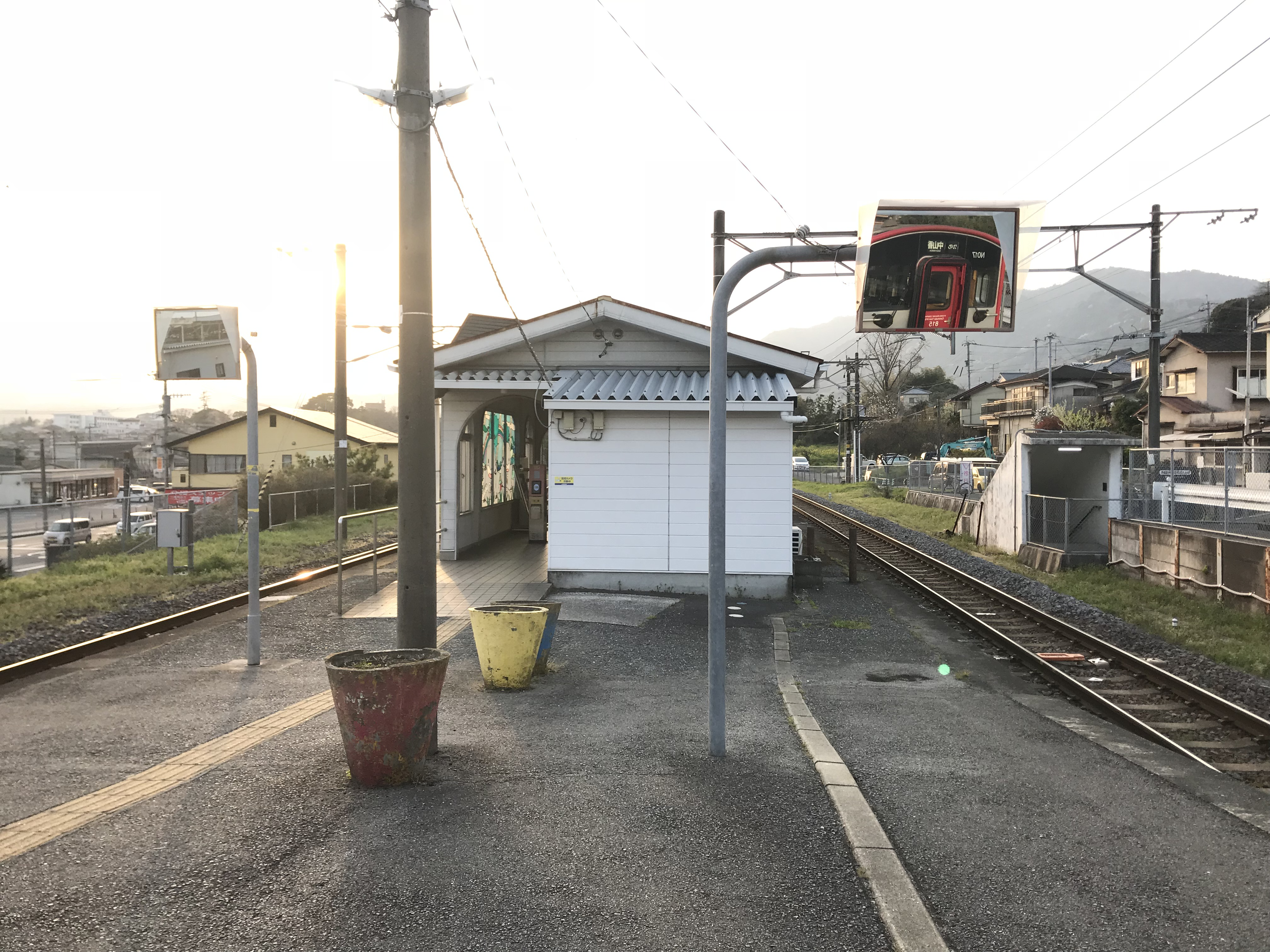
ホーム上にある駅舎（2018年3月）
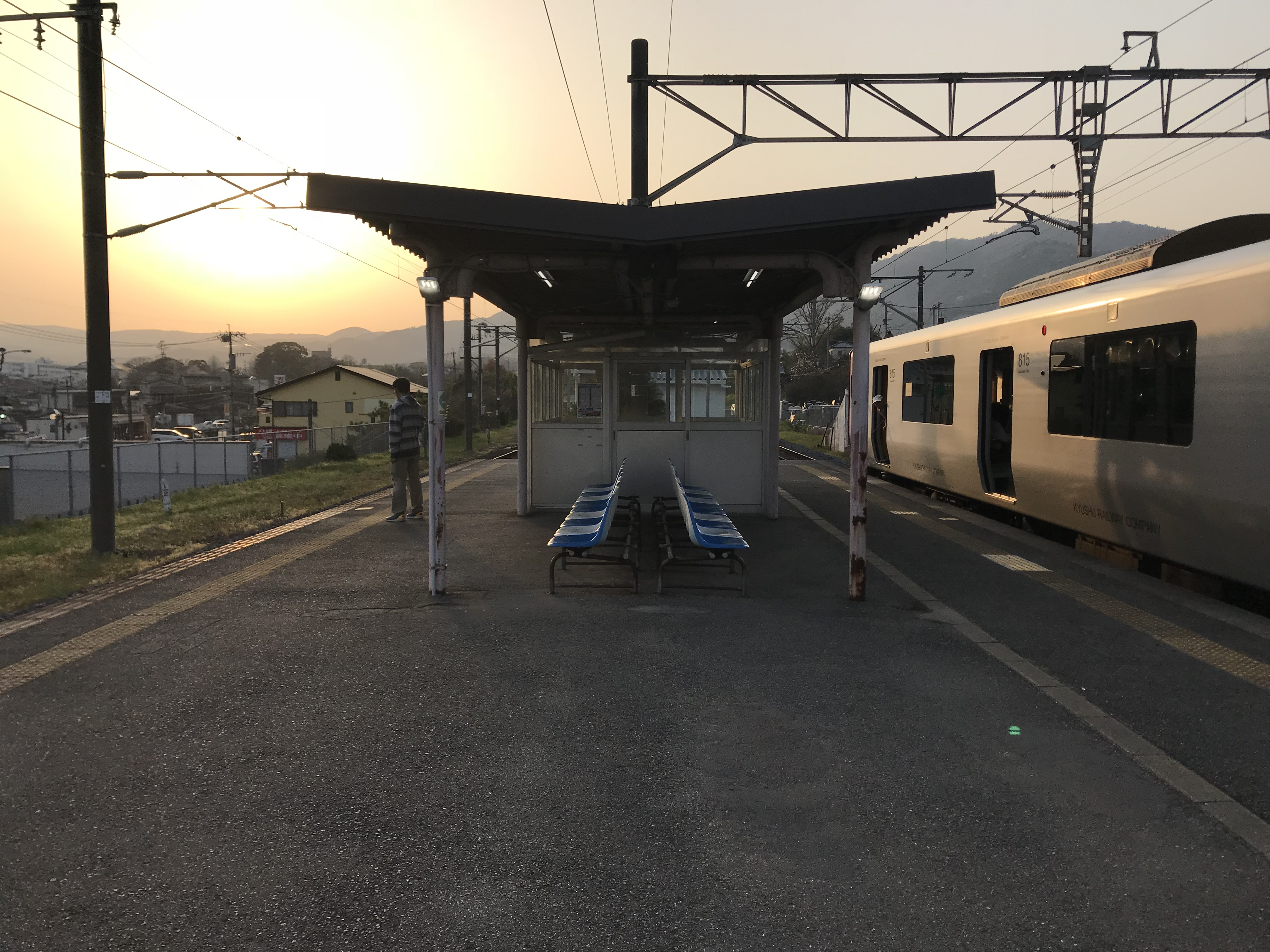
ホーム（2018年3月）

## 利用状況
1965年（昭和40年）度には乗車人員が459,849人（定期外:39,230人、定期:420,619人）、降車人員が456,911人で、手荷物（発送:925個、到着:708個）や小荷物（発送:5,673個、到着:8,163個）も取扱っていた。
2015年（平成27年）度の乗車人員は220,674人（定期外:47,858人、定期:172,816人）、降車人員は224,981人である。
※1日平均乗車人員の数値は各年度版「大分県統計年鑑」による年間乗車人員の値を各年度の日数で割った値。
| 年度               | 年間 乗車人員 | 定期外 乗車人員 | 定期 乗車人員 | 一日平均 乗車人員 | 年間 降車人員 | 出典              |
| ------------------ | ------------- | --------------- | ------------- | ----------------- | ------------- | ----------------- |
| 1965年（昭和40年） | 459,849       | 39,230          | 420,619       | -                 | 456,911       | [ 14 ]            |
| -                  | -             | -               | -             | -                 | -             | -                 |
| 1990年（平成2年）  | 229,745       | 69,638          | 160,107       | -                 | 248,732       | [ 16 ]            |
| 1991年（平成3年）  | 308,269       | 102,699         | 205,570       | -                 | 310,927       | [ 17 ]            |
| 1992年（平成4年）  | 285,111       | 97,709          | 187,402       | -                 | 293,548       | [ 18 ]            |
| 1993年（平成5年）  | 277,118       | 99,638          | 177,480       | -                 | 274,716       | [ 19 ]            |
| 1994年（平成6年）  | 272,700       | 97,557          | 175,143       | -                 | 275,789       | [ 20 ]            |
| 1995年（平成7年）  | 257,418       | 84,714          | 172,704       | -                 | 262,187       | [ 21 ]            |
| 1996年（平成8年）  | 266,341       | 80,561          | 185,780       | -                 | 272,181       | [ 22 ]            |
| 1997年（平成9年）  | 255,702       | 79,287          | 176,415       | -                 | 257,867       | [ 23 ]            |
| 1998年（平成10年） | 258,146       | 79,470          | 178,676       | -                 | 260,468       | [ 24 ]            |
| 1999年（平成11年） | 245,636       | 76,156          | 169,480       | -                 | 248,208       | [ 25 ]            |
| 2000年（平成12年） | 228,451       | 71,058          | 157,393       | 626               | 236,390       | [ 26 ]            |
| 2001年（平成13年） | 216,145       | 68,240          | 147,905       | 592               | 221,838       | [ 27 ]            |
| 2002年（平成14年） | 208,570       | 66,226          | 142,344       | 571               | 211,739       | [ 28 ]            |
| 2003年（平成15年） | 201,977       | 64,498          | 137,479       | 553               | 204,379       | [ 29 ]            |
| 2004年（平成16年） | 200,861       | 62,271          | 138,590       | 550               | 203,059       | [ 30 ]            |
| 2005年（平成17年） | 203,693       | 60,227          | 143,466       | 558               | 206,611       | [ 31 ]            |
| 2006年（平成18年） | 197,988       | 56,187          | 141,801       | 542               | 202,453       | [ 32 ]            |
| 2007年（平成19年） | 196,171       | 52,988          | 143,183       | 536               | 198,362       | [ 33 ]            |
| 2008年（平成20年） | 192,894       | 51,318          | 141,576       | 528               | 195,157       | [ 34 ]            |
| 2009年（平成21年） | 190,533       | 46,706          | 143,827       | 522               | 192,415       | [ 35 ] [ 注釈 1 ] |
| 2010年（平成22年） | 199,160       | 46,411          | 152,749       | 546               | 199,714       | [ 37 ] [ 注釈 1 ] |
| 2011年（平成23年） | 204,147       | 48,494          | 155,653       | 558               | 202,449       | [ 38 ] [ 注釈 1 ] |
| 2012年（平成24年） | 205,639       | 45,717          | 159,922       | 563               | 207,905       | [ 39 ] [ 注釈 1 ] |
| 2013年（平成25年） | 204,426       | 46,019          | 158,407       | 560               | 205,712       | [ 40 ] [ 注釈 1 ] |
| 2014年（平成26年） | 206,311       | 47,445          | 158,866       | 565               | 205,920       | [ 41 ] [ 注釈 1 ] |
| 2015年（平成27年） | 220,674       | 47,858          | 172,816       | 603               | 224,981       | [ 15 ] [ 注釈 1 ] |
| 2016年（平成28年） | -             | -               | -             | 533               | -             | [ 42 ]            |
| 2017年（平成29年） | -             | -               | -             | 533               | -             | [ 43 ]            |
| 2018年（平成30年） | -             | -               | -             | 518               | -             | [ 44 ]            |
| 2019年（令和元年） | -             | -               | -             | 509               | -             | [ 45 ]            |
| 2020年（令和02年） | -             | -               | -             | 456               | -             | [ 46 ]            |
| 2021年（令和03年） | -             | -               | -             | 474               | -             | [ 47 ]            |
| 2022年（令和04年） | -             | -               | -             | 484               | -             | [ 48 ]            |
| 2023年（令和05年） | -             | -               | -             | 519               | -             | [ 49 ]            |

## 駅周辺
日出町の中心市街地から1 kmほど東に外れている。町役場や小中学校、金融機関などの日出町の中心的施設はほとんど暘谷駅付近にある。
- マルショク 川崎店
- 瑞木会 日出児玉病院
- 川崎郵便局
- 日出町役場川崎出張所
- 二階堂酒造 製造工場
- 二階堂美術館
- 国道10号
- 国道213号
- 大分県道643号日出真那井杵築線
- 日出港

## 隣の駅
九州旅客鉄道（JR九州）
■日豊本線
大神駅 - 日出駅 - 暘谷駅